# Ferrovia Akechi
Ferrovia Akechi (明知鉄道株式会社?, Akechi tetsudō kabushiki-gaisha), chiamata anche Aketetsu (明鉄?), è una compagnia ferroviaria giapponese con sede a Ena nella prefettura di Gifu.
Come compagnia ferroviaria del terzo settore finanziata dalle autorità locali e da altri soggetti lungo la linea, gestisce la linea Akechi, una linea ferroviaria che ha rilevato la vecchia linea di trasporto regionale delle Ferrovie Nazionali Giapponesi.

## Storia
A seguito della legge sulla ristrutturazione ferroviaria approvata nel 1980, il Ministero dei trasporti raccomandò nel settembre 1981 di convertire 83 linee ferroviarie in perdita in un servizio di autobus, il che avrebbe interessato anche la linea Akechi. Le autorità locali si opposero e riuscirono ad ottenere che la linea di Akechi fosse affidata a una nuova compagnia ferroviaria. La Akechi Tetsudō è stata fondata il 21 maggio 1985 e il 16 novembre dello stesso anno le Ferrovie Nazionali Giapponesi hanno ceduto la linea.

## Linee ferroviarie
La stazione capolinea, Stazione di Akechi, è stata rinominata così per adattarsi al nome della città quando la linea fu aperta dalla Ferrovia Akechi. Per questo motivo il nome della compagnia/linea e quello della stazione terminale sono scritti in modo diverso.
L'azienda gestisce una sola linea.
| Linea        | Nome giapponese | Distanza totale | Capolinea    | Stazioni |
| ------------ | --------------- | --------------- | ------------ | -------- |
| Linea Akechi | 明知線          | 25,1            | Ena - Akechi | 11       |

## Materiale rotabile
Ad aprile 2004, la flotta comprendeva sei treni diesel di due tipi. Va notato che tutto il materiale rotabile fornito al momento dell'apertura è stato demolito entro il 1999.

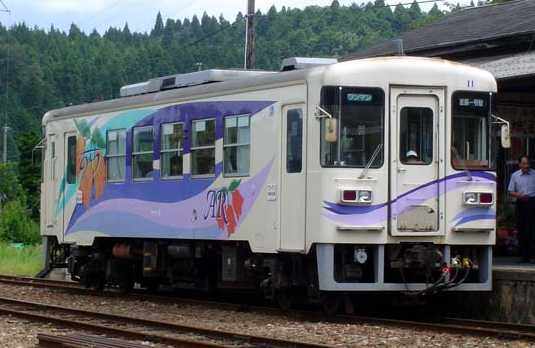
Serie 10
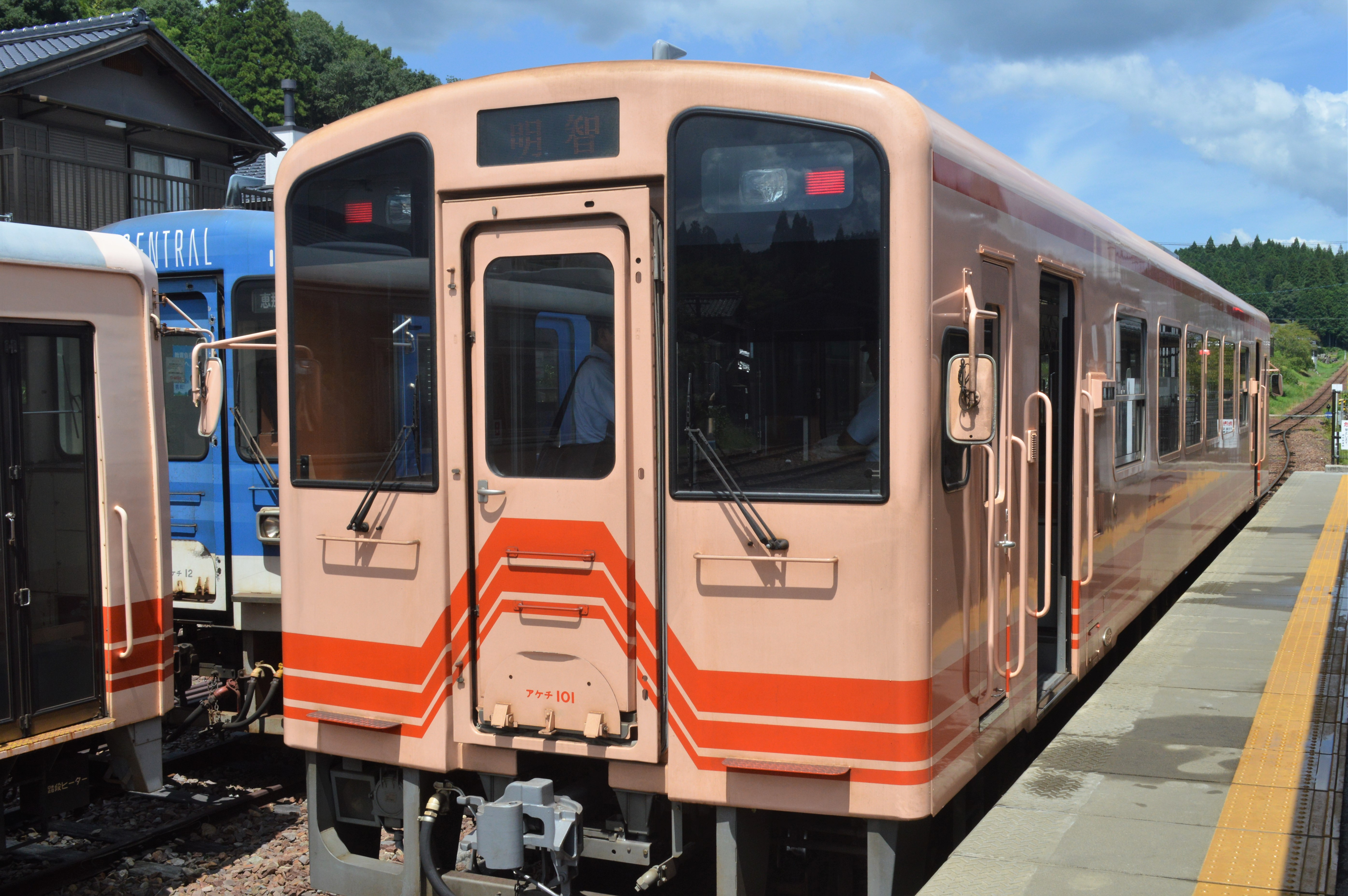
Serie 100

## Altre attività
Oltre alla linea Akechi, la società gestisce un ristorante, un negozio, un museo (tutti alla stazione di Yamaoka), un negozio online e due linee di autobus.